# ヨハネス7世パレオロゴス
ヨハネス7世パレオロゴス（ギリシア語: Ιωάννης Ζ' Παλαιολόγος, 1370年 - 1408年9月22日）は東ローマ帝国パレオロゴス朝の皇帝（在位：1390年4月14日 - 9月17日）。アンドロニコス4世パレオロゴスとブルガリア皇女キラツァ・マリアの一人息子。中世ギリシア語読みではヨアニス7世パレオロゴス。

## 生涯
帝位継承者の息子として生まれ育ったが、1373年、父が祖父に反逆して失敗したその巻き添えを食らい、幼少時に目潰しを受けた。幸いにもその処置は不完全なものであったため、父同様に後に視力は回復した。
1376年、父アンドロニコス4世が帝位の簒奪に成功すると、共同皇帝・帝位継承者に引き上げられた。しかし、3年後に父と共にコンスタンティノポリスを追われ、トラキア沿岸のセリュンブリアに逃れ、オスマン朝の保護を受けた。
1385年に父が死去すると、引き続きセリュンブリアに留まって権力奪取の機会を窺った。1390年、新たなオスマン朝君主バヤジット1世（在位1389年-1403年）とジェノヴァ人の支援を受けて祖父を攻撃、首都から追放してコンスタンティノポリスに入城、4月14日に皇帝として戴冠した。しかし、彼の簒奪は父アンドロニコスの時以上にオスマン朝の力に依存しており、首都市民の支持は極めて低く、そのため少数の臣下を動員し、皇帝に対する歓呼（皇帝即位時の慣例）を強制しなければならなかったほどであったと言われている。一方、ヴェネツィアの支援を受けた祖父ヨハネス5世は、テッサロニキの陥落（1387年）後流浪していた叔父マヌエル2世と合流してヨハネス7世の攻撃にかかった。ヨハネス7世の政権は支持していたはずのオスマン朝が手を引いたため、9月17日に5か月あまりであっけなく崩壊した。
父同様に首都を追われたヨハネスは、やはり同じようにオスマン朝に救われ、彼らの保護下にセリュンブリアに定着した。1397年にはかつての彼の支持者、ジェノヴァ人のレスボス島領主フランチェスコ2世ガッティルシオの娘エイレーネーと結婚した。2人の間には息子アンドロニコス5世（1400年 - 1407年）が生まれている。また、後にコンスタンティノス11世パレオロゴスの元で大公を務めたルカス・ノタラスの妻が彼らの娘であったという説もある。
1399年、オスマン朝に包囲された首都を離れて西欧に向かうことになったマヌエル2世は甥ヨハネスとの和解に踏み切り、ヨハネスがマヌエル不在の間摂政を務める事で合意に達した。ヨハネスは包囲下で摂政を続けたが、日増しに強まるオスマン朝の圧力の前に、重臣達と密かに首都開城の交渉計画を練っていたとも言われている。
1402年のアンカラの戦いに於けるオスマン朝の敗北と解体は東ローマ帝国とコンスタンティノポリスを包囲の圧迫と滅亡の危機から解放した。急遽帰国したマヌエル2世はオスマン王子スレイマンと協定を結び、首都近郊のトラキア領土、テッサロニキと周辺沿岸地域の返還、歳費の支払いを取り付けた。そしてマヌエルはヨハネスに対して遠隔の飛び地テッサロニキの行政権委任を約束した。後にこの約束はヨハネスがオスマン朝との開城交渉を進めていたことが露見して破棄されたために、岳父ガッティルシオとの連携でテッサロニキを軍事占領したとも言われている。この間の事情については不明な点が多いが、ともかくもヨハネスのテッサロニキ統治が開始された事は確かである。
1407年、息子で帝位継承者としていたアンドロニコスが夭折する。ヨハネスはこの息子に野心を託そうとしていたらしく、その死に失望して死期を早めたとも言われている。翌1408年9月22日、テッサロニキで死去した。マヌエル2世はすぐに市を確保してその行政を自分の三男アンドロニコス専制公に委ねた。
父アンドロニコス4世と並ぶ野心家として描写されるが、同時にオスマン朝とジェノヴァ人の傀儡でもあった。彼の野心の源は、恐らくは自らの目を潰されたこと、また父が失意の内に死んだことに対する復讐心であったと思われる。